# Abaújdevecser
Abaújdevecser egykori község Borsod-Abaúj-Zemplén megyében. 1984-ben Encshez csatolták.

## Fekvése, megközelítése
Encs belvárosától északnyugatra fekszik, az M30-as autópálya és a 3-as főút közelében, Főutcája a főútról, kevéssel annak 222. kilométere előtt északnyugat felé leágazó 26 149-es út (települési nevén Kossuth utca, majd Fő utca).

## Története

### Középkor
Neve valószínűleg magyar személynévből származik. Az, hogy a szláv devicsar ’kilencedszedő’ szó rejlene mögött, biztosan tévedés. A kilencedszedő kifejezés nem létezett, és a kilenced mint földesúri adónem jóval későbbi, mint a magyarországi Devecser falunevek.

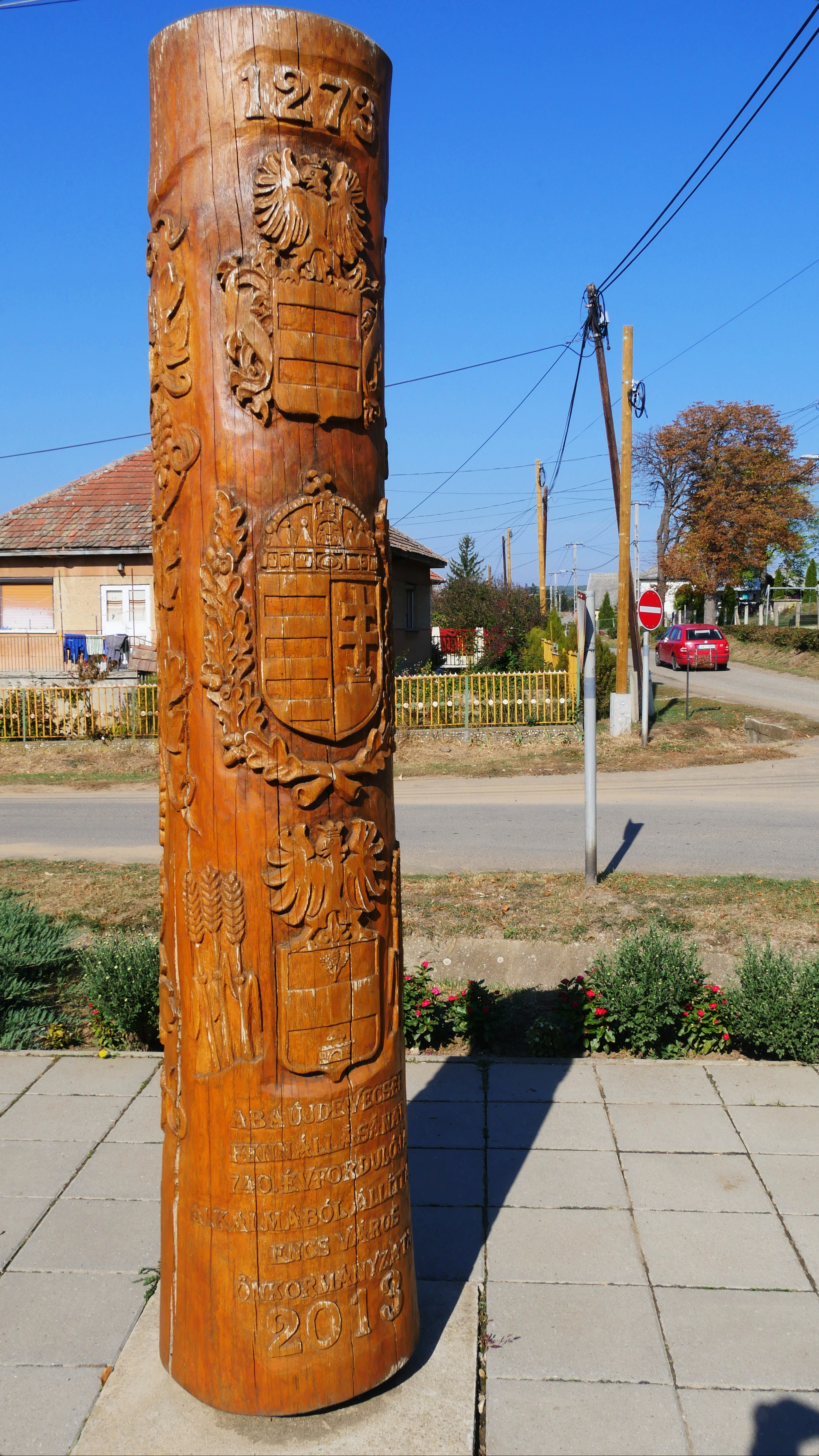
Emlékoszlop Abaújdevecser fennállásának 740. évfordulójára

Első említése 1262-ből származik. Eredetileg az abaúji vár birtoka volt, ebben az esztendőben azonban István ifjabb király (a későbbi V. István király) eladományozta Csete fia Aladár királynéi tárnokmesternek négy másik faluval együtt. Az öt falu központja Forró volt, melyet ekkor Abaújvár megye fő helyének neveztek. Forrón és Devecseren kívül Fancsal, valamint az akkor még önálló és lakott Őzd és a már bizonyára lakatlan Gata tartoztak ehhez a birtoktömbhöz. IV. Béla király e birtokokat korábban már eladományozta, ám az adományokat István ifjabb király érvénytelenítette, egyben Aladárnak azt a kiváltságot adta, hogy örökösök nélküli halála esetén arra hagyja, akire akarja. Aladár korábban IV. Béla szolgálatában állt, és három évig „Görögországban” tartózkodott, mint a király követe, később a herceg illetve felesége szolgálatába állott, ő volt az, aki Istvánnak hírül vitte fia, László herceg, a későbbi IV. (Kun) László születését. Az adományt az tette lehetővé, hogy IV. Béla király idősebbik fia, István herceg 1260 óta Erdély és Kelet-Magyarország egy részének, többek közt Abaúj megyének volt az ura, majd 1262 végén felvette az ifjabb királyi címet és hatalmát egészen a Dunáig kiterjesztette. Devecsert a forrói uradalommal együtt 1271-ben István király és más abaúji, hevesi, gömöri birtokokkal együtt István országbírónak adományozta, ám a kiskorú László király nem sokkal apja halála után, 1273-ban visszaadta Aladárnak, amelyet ettől kezdve ő és utódai birtokoltak. Az abaúji ispánok fenn akarták tartani bíráskodási jogukat, ezért László király 1275-ben Aladár kérésére parancsot adott nekik, hogy ha ezután az itteni lakosok ellen valakinek panasza lenne, akkor a királyi kúriában keresse az igazát. 1309-ben Aladár felosztotta két gyermeke között birtokát, amelynek során Devecser és Fancsal Aladárnak jutott. Az erdők és bozótosok közös birtoklásban maradtak. A Forróiak itt birtokló ágának utolsó férfitagja 1353-ban a családjukba benősült Szentandrási Apród családnak adta el a falut, de 1358-ban még Forrói János – ő a család még élő ágához tartozott – is igényt tartott itt egy darab földre. A Devecsert Forrótól elválasztó egyik határjel a kassai nagy út mellett állott, út kötötte össze Devecsert és Fájt is. A falu teljes területét öt királyi ekealjra becsülték, ebből fél ekealj volt Forrói Jánosé. Az így kapott érték túl kicsiny, a királyi ekealjat 220 katasztrális holddal számolva 1.100 hold.
A falu határa a középkor óta nem változott, nem olvasztott magába más területet, márpedig a 19. századi felmérések 1728 katasztrális hold falunagysággal számoltak, azaz több mint 600 hold terület a különbség. Magyarázatul az szolgálhat, hogy a becsűbe az erdőket valamilyen oknál fogva nem vonták be, csak a szántókat és a bozótosokat, azaz a megművelt és az irtással művelés alá vehető területeket. A Szentandrási család itt birtokos tagjai közül volt, akinek a neve is Devecserire változott. 1403-ban e család is kihalt, és Zsigmond király az év őszén, amikor az ellene fordult felkelők Abaúj megyében még nem adták fel a harcot, Dobi Péternek, a későbbi gömöri ispánnak adta a Szentandrásiak birtokait: Szentandrást, Garadnát, Devecsert, Olajt, Nyavalyádot, a pusztán álló Baktát és a szabolcsi Fejőt. A Szentandrásiak nőtagjai pert indítottak, és 1405-ban visszaszerezték Devecsert Dobitól. 1411-ben már a Borsod megyéből való Besenyői család tagjai voltak a falu birtokosai. 1427-ben a kamara haszna nevű királyi adó szedői 28 telken hajtották be az adót. A falu birtokosa Besenyői László volt, és a Hernádtól nyugatra fekvő falvakkal feküdt egy járásban.  A falu, vagy csak egy része, a Gecsei családé lett. 1477-ben Gecsei György elzálogosította a borsodi Besenyőt, az abaúji Devecsert, Szentandrás, Ináncsot, Bakolcsot(?), Hilyót, a nyavalyádi pusztát és a Pest megyei Harasztit rokona feleségének 330 forintért. A zálogösszegből következően csak kisebb birtokrészekről lehetett szó.
1275-ben az egri püspök visszaadta az egri káptalannak az elidegenített forrói egyházi tizedeket. Devecser tizedei – akárcsak Fancsalé és Fájé –Forróhoz tartoztak. Mivel e falvakat évtizedekkel később sem írták össze önálló tizedfizetőként, bizonyára a forrói plébánia leányegyházai voltak.

### Kora újkor
Devecser falu a középkor végén több Abaúj és Torna megyei nemesi családot is földesurának mondhatott. A zempléni eredetű Monaky (Monoky/Monoki) családból való Monaky Mihály a devecseri birtokos Bessenyői (Besenyői) Lőrinc fia László lányát, Veronikát vette nőül, 1469-ben már egyik felnőtt gyermeküket, Monaky Miklóst említik Veronika fivére, ifj. Bessenyői László és Butykay Dorottya lányával, Nenkei Lászlóné Bessenyői Petronellával együtt. A középkor végén Monaky Mihály és Bessenyői Veronika unokái, közöttük Monaky Tiborc (Tiborcius) és Monaky Mihály öröklik a devecseri birtokrészt. 1511-ben azonban Monaky Tiborc már nem él, birtokai özvegye, Butykay Keszeg Orsolya, ekkor Kércsi Babis (Dujmovics) Simon tállyai várnagy felesége kezén vannak, tőle követeli Monaky Mihály a birtokokat, köztük Devecsert. Végül Monaky Tiborc özvegye 1523-ban 200 arany forintért elzálogosítja egykori sógorának, pestenyei Horvát (Monaky) Tamásnak, Monaky Mihály és gesztelyi Orosz Potentiana lánya, Monaky Anna férjének.
Tornallyay Jakab (†1531?) erdélyi sókamara- és pénzverő kamaraispán, Szapolyai István, majd Szapolyai János erdélyi vajda familiárisa, Mohács után János király kincstartója is Devecser birtokosa volt a középkor végén, hiszen feleségével, Klárával együtt 1523-ban eladják familiárisaiknak, Tomori Lőrincnek és Lajosnak a borsodi Besenyő és az abaúji Devecser falvakbeli birtokrészeiket régi jó magyar ezüstpénzben számított 100 Ft-ért és a fivérek Papi faluban bírt jobbágytelkéért. A devecseri birtokrész így került Abaúj egyik középbirtokos családjához, a Tomoriakhoz, közelebbről a Mohácsnál hősi halált halt Tomori Pál kalocsai érsek (Mohács, 1529. augusztus 29.) unokaöccseihez, akik királyi adományt is nyertek a nemesi jószágokra. Amikor azonban 1525-ben a Tomori fivéreket birtokba akarták iktatni, több birtokos, így Besenyői Horvát Simon fia Simon és anyja, illetve Tornaházai Bálint, valamint Putnoky Antal és István is ellentmondtak az iktatásnak. A gömöri eredetű Putnoky család már a 15. század végén megjelenik a Csereháton, Putnoky György gömöri alispán, murányi várnagy ugyanis nőül veszi a nógrádi eredetű családból való kálnói Etthre (Ethre) Margitot, akinek anyja a Gecsei családból származott. 1431-ben Etthre Mihály és négy fia is az adományosok között van, amikor a király a Bessenyői, Gecsei (Gechei) és Balai családot megerősíti Devecser birtokjogában. 1503-ban már Putnoky György fiai: István, Pál és Antal bírnak bizonyos részeket Devecser faluban.
A Szabolcs vármegyei eredetű eszenyi Chapy (Csapi) család is a Gecsei és Etthre família révén lesz birtokostárs Devecserben, Chapy Albert ugyanis nőül veszi Etthre Orsolyát. 1525-ben Chapy Gergely gyermekei: Péter, Farkas, Ferenc, Katalin és Anna tiltakoznak, mert apjuknak szándékában van elidegeníteni a borsodi Besenyő és az abaúji Devecser falvakbeli birtokrészeiket.
A falu Mohácsot követően is középbirtokos nemesek mint conpossessorok, azaz birtokostársak folyamatosan lakott jobbágyfaluja marad, jobbágyai gazdasági erejét jelzi, hogy lakosai 1532-ben és 1533-ban 8 porta mint adófakultás és adóalap után fizetik az állami adót (rovásadó, dikális vagy portális adó). A monoki Monaky (Monoki) család devecseri öröksége a 16. század közepén Monaky Mihály tulajdonában van, aki azonban egyrészt a Szapolyai-párt híveként I. Ferdinánd király ellensége lett, másrészt a szerencsi kastélyban harapásával súlyosan megsebesített egy szegény jobbágyot, majd Somogy György királyi kapitányt alattomban elemésztette, így többszörösen is a felségsértés bűnébe esett, ezért 1560-ban a királyi sárosi, zempléni, illetve az Abaúj vármegyében fekvő Golop és Devecser falvakban bírt jószágait elkobozta, és híveinek, Forgách Simonnak és petropolyai Horváth Ferencnek adományozta. Gróf Forgách Simon (1527–1598) kisszebeni, majd váradi kapitány, a későbbi egri kapitány, dunántúli főkapitány, majd királyi pohárnokmester, az adományozás idején még katonai és politikai karrierje elején állt, egyébként már 1556-ban is hasonló módon nyert Abaúj vármegyében birtokokat. Petropolyai és szarvaskői Horváth (Tyukovith) Ferencet mint párthívét, I. Ferdinánd 1530-ban kinevezte a Heves megyei Szarvaskő kapitányának, később a gyulai végvárban szolgál, majd katolikus nemesként és katonaként Verancsics Antal egri püspök 1562-ben, alig egy évre, megtette Eger főkapitányának; 1570-ben kelt testamentumát is ismerjük. Felesége a Nógrád, Gömörben és Kishontban birtokos zeherjei Derencsényi György lánya, Margit lett, fiuk: Horváth Gáspár.

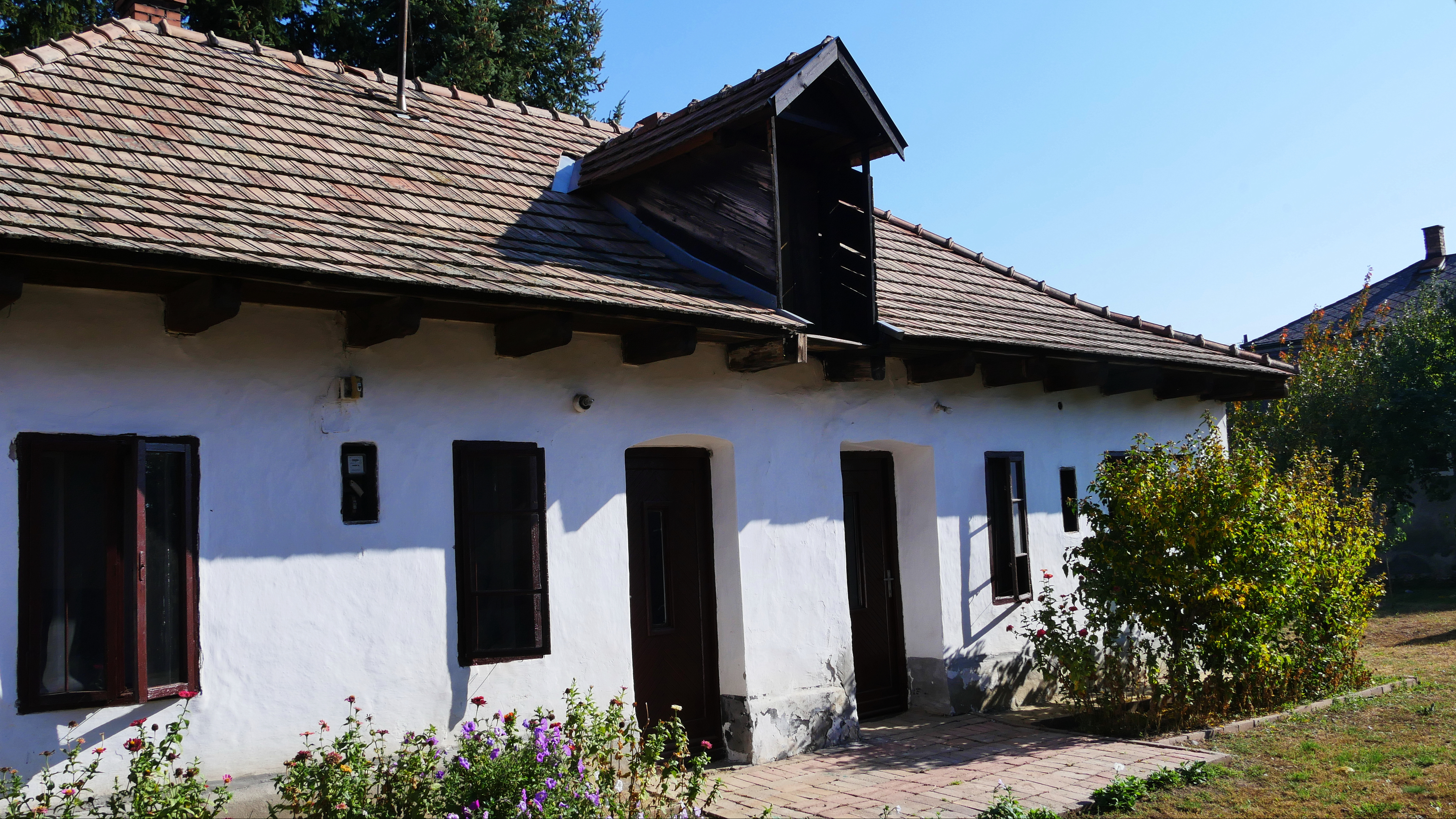
Abaújdevecser, népi lakóház, jelenleg "Emlék-ház"

A 16. század közepén a Tomori család birtokai, így Devecser is, az egyetlen örökösre, Tomori Lőrinc fia Tomori Andrásra (meghalt 1560 körül) szálltak, aki Losonczy István várkapitány apródjaként részt vett Temesvár 1552. évi sikertelen védelmében, majd miután az oszmán had elfoglalta a várat, török fogságba került, ahol áttért a mohamedán hitre. Tomori Andrástól emiatt I. Ferdinánd király 1558-ban elkobozta birtokait, és ezeket mostohaapjának, Réghy Kelemennek adományozta. Réghy (Reéghy) Kelemen (meghalt 1573), aki több Abaúj és Borsod vármegyei birtokkal rendelkezett, és rezidenciáját a hangácsi birtokán álló erődített kastélyában rendezte be, így a hangácsi nemesi előnevet is felvette, az 1550-es években az egri vár főtiszttartói hivatalát viselte, 1559 decemberében Verancsics Antal egri püspök az egri vár második kapitányának nevezte ki, de az egri püspöki vár és uradalom gazdasági irányítását csak 1562. májusáig végezhette. Később a szepesi kamara tisztviselője lett, királyi biztosként is képviselte a kamarát az 1570-es években. Réghy Kelementől 1556-ban az uralkodó felségsértés bűne miatt elkobozta devecseri és kércsi (fulókércsi) jószágait, és Chely Györgynek, illetve Sweghffay Balázsnak adományozta, de a jószágvesztés csak egy rövid időre szólt, Réghy később visszanyerte birtokait.
Réghy Kelemen mellett, akinek majorja és ménese is volt Devecserben, amelyet ellenlábasa, Bebek György emberei, köztük Rákóczi Mihály, 1556-ban kifosztottak, egyéb birtokosai is voltak a falunak, így 1581-ben a katonai és politikai karrierje kezdetén álló Rákóczi Zsigmond is egyike volt a birtokostársaknak. Réghy Kelemen halálát követően, 1578-ból ismerjük a Devecserben egy-két jobbágytelket birtokló közép- és kisnemesi földesurak névsorát: Kellemesi Mihály, Cseby (Csiby) Boldizsár (kéri Cseby György abaúji alispán fia), Bori Mihály (Réghy Kelemen nővére leszármazója), Etthre György, id. Monoky (Monaky) István (Fuló Margit férje), Varsády Gáspár (Réghy Kelemen unokaöccse; Réghy Klára és Várady Tamás lánya, Várady Margit férje), özv. Csebyné (kéri Cseby Györgyné kéri Járay Margit). A középkorban is birtokos Etthre család 16. századi tagjának, Mihálynak kúriája is volt Devecserben, amelyet 1586-ban elzálogosított birtokostársának, Cseby Györgynek. A 16. század utolsó harmadában a középkori Borsod megyéből származó kéri Cseby családnak két generációja is birtokos Devecserben, Cseby György (†1590 k.) 1564-ben Abaúj vármegye törvényszéki ülnöke, majd 1571-ben és 1580/81-ben alispánja, többször országgyűlései követ ugyanis jelentős birtokokat szerez Dél-Abaújban, ezeket, köztük Devecsert, fia, Cseby Boldizsár és ennek anyja, Járay Margit örökli.
A 16. század közepén Devecser virágzó jobbágyfalu volt igen magas adóképességgel, 1552-ben 15,5, portányi állami adót róttak ki a falura, 1553-ban 13,5 portaszám jelenítette meg a jórészt telkes jobbágyokat képviselő adófakultást. Ekkor több nemes birtokosa volt Devecsernek, az adóösszeírásba felvettek 6 zsellért, 3 puszta jobbágytelket, ugyanakkor 3 újonnan benépesülő jobbágygazdaságot (új ház néven). Hasonlóan magas portaszáma volt Devecsernek 1564-ben és 1565-ben is: 14. A gazdasági erő alapját a falu jobbágygazdaságai képezték. 1558-ban az alábbi telkes jobbágyok adtak gabonadézsmát Devecserben: Vid János, Tóth János, Varga Pál, Tóth Jakab, Lapis Benedek, Bakó Márton, Erdélyi Dénes, Máté Jakab, Bakó Lukács, Bütössi István, Szendi János, Lapis Balázs, Doma Balázs, Mikó Ambrus, Pogi Péter, Peppes Antal, Nagy János, Móré Gergely, Móré Sebestyén, Egyed Péter, Móré Benedek, Szőcs Gergely, Horváti Márton, Firedős Mátyás, Varga János, Táncos Péter, Pál-Bátya Erzsébet. 1558-ban a legtöbb őszi búzát Móré Benedek termesztette, 44 kepét, egyenként 60 kévéből, Lapis Benedek ugyanakkor 43 kepe és 25 kéve (összesen: 2605 kéve) őszi gabona után adta meg az egyházi tizedet és a földesúri kilencedet. A falu határában szőlőt is termesztettek, de 1560-ban csak hárman adtak Devecserben bordézsmát (Szerző Bálint, Domó Balázs, Móré Sebestyén).
Abaúj vármegye déli része a Hódoltság terjedésével a füleki, a hatvani, majd az egri törökök célkeresztjében volt. Így az oszmán hódítók az 1554-ben elfoglalt füleki várból már korán igyekeztek adófizetővé tenni Dél-Abaúj falvait, a füleki szandzsák 1559. évi összeírásában Perecse, Szászfa, Petri, Szala, Devecser, Fancsal és Detek szerepel, míg 1570-ben már két szandzsák osztozott a csereháti falvakon, Fülekhez tartozott Büttös, Szászfa, Szend, Kécs (Fulókércs?), a hatvanihoz Litka, Forró és Beret. Devecser a közeli Borsod megyei Martonyival és az abaúji Nagyidával (ma: Veľká Ida, Szlovákia), illetve más településekkel együtt a füleki szandzsák 1559. évi tímárdefterében Hizir aga tímárbirtokaként szerepel Devecser évi jövedelmét ekkor 900 akcséra becsülték a füleki defterdárok, de a későbbi füleki adóösszeírásban, az 1579. évi dizsje-defterben nem szerepel. Kérdés, hogy a devecseri jobbágyok fizettek-e valaha földesúri javadalmat, illetve szultáni adót a 16. században.
Devecser község fejlődését, a Cserehát több más falujához hasonlóan, Hasszán temesvári pasa 1567 márciusában indított felső-magyarországi hadjárata akasztotta meg. Az oszmán hadvezér János Zsigmond erdélyi fejedelem megsegítésére 5000 fős török sereggel és krími tatár kísérőcsapattal támadt a Lazarus von Schwendi felső-magyarországi főkapitány által ellenőrzött vidékekre, ezekre ugyanis az erdélyi fejedelem is igényt tartott. A hadjárat során a törökök Devecsert is felprédálták, a házakat felégették, a lakosok ebben az évben adót sem tudtak fizetni. A falu azonban, a veszteség ellenére, igyekszik gyorsan visszanyerni vitalitását, és az 1570. évi adóösszeírás szerint 23 új ház épül a felégetett ingatlanok helyett. 1572-ben, Tóth Balázs falusi bíró vezetése alatt, ismét 28 devecseri és két ún. extraneus, azaz nem helyben lakó jobbágy ad gabonadézsmát (összesen 117 kepe őszi búzát, és 11,5 kepe tavaszi gabonát). Ugyanebben az évben a szüret idején már Móré János a bíró, ekkor 23 helyi és 3 extraneus jobbágynak van dézsmaköteles bortermése. Három devecseri jobbágy (Sánta János, Büttösi Márton, Gergóc Tamás), Bakó Benedek bírósága alatt, 1590-ben kecsketartás után fizeti a dézsmát. Az 1567. évi pusztítás után azonban Devecser már nem nyerte vissza korábbi gazdasági potenciálját, adóképességét, s 1578-ban már csak 5,5 portányi adóképességet tud a devecseri jobbágyközösség felmutatni, igaz, 1582-ben 9 portányira nő az adóképessége, és csak 3 puszta jobbágytelket írnak össze. A tizenötéves háború (1593–1606) alatt jelentősen romlik a falu termelési képessége, ez általános jelenség a korban, 1596-ban már alig 4 portára becsüli az adószedő Devecser lakosainak gazdaságát, 1597-ben pedig a két földesúr, Varsády Gáspár és Bory Mihály jobbágyainak gazdasága már alig éri el a két adóportát. Pedig 1597-ben 25 helyi jobbágy és 15 encsi, deteki és fancsali extraneus szolgáltatja a bordézsmát Szendi Bálint bíróságában, igaz, összesen csupán 31 kassai köböllel. 1598-tól 1608-ig a porta helyett a ház lesz az állami adó alapja, ekkor 29 ház, azaz körülbelül ugyanennyi jobbágygazdaság után fizetik az állami adójukat a falu lakosai, de az állandósult háborús viszonyok miatt ez a szám 1600-ban már csak 8, 1608-ban pedig csupán 4 házat írnak össze az fizetendő adó alapjául. Igaz, a dézsmaadók száma nem csökkent ilyen drasztikusan, 1606-ban, amikor Mészáros Mihály a falu bírája, 17 jobbágy összesen 41 kepe őszi és 4,5 kepe tavaszi búza egyházi tizedet szolgáltat, a termésük ennek a tízszerese, bortizedet pedig 15 devecseri és 3 extraneus jobbágytól szednek be a decimátorok, összesen 15 egri köböllel. 1607-ben Mikó István bíróságában is csak 16 egri köböl bort szolgáltat 19 jobbágy. Bár az Abaúj vármegyét dúló törökök Devecsert sem kímélték, az eddig ismeretes történeti források szerint a falu nem hódolt meg a töröknek, az 1648. évi adóösszeírásban Devecser pusztaként szerepel, ami nem jelenti azt, hogy nem lakják, csupán az adóképtelenséget, és ekkor a nem hódolt települések közé sorolják.

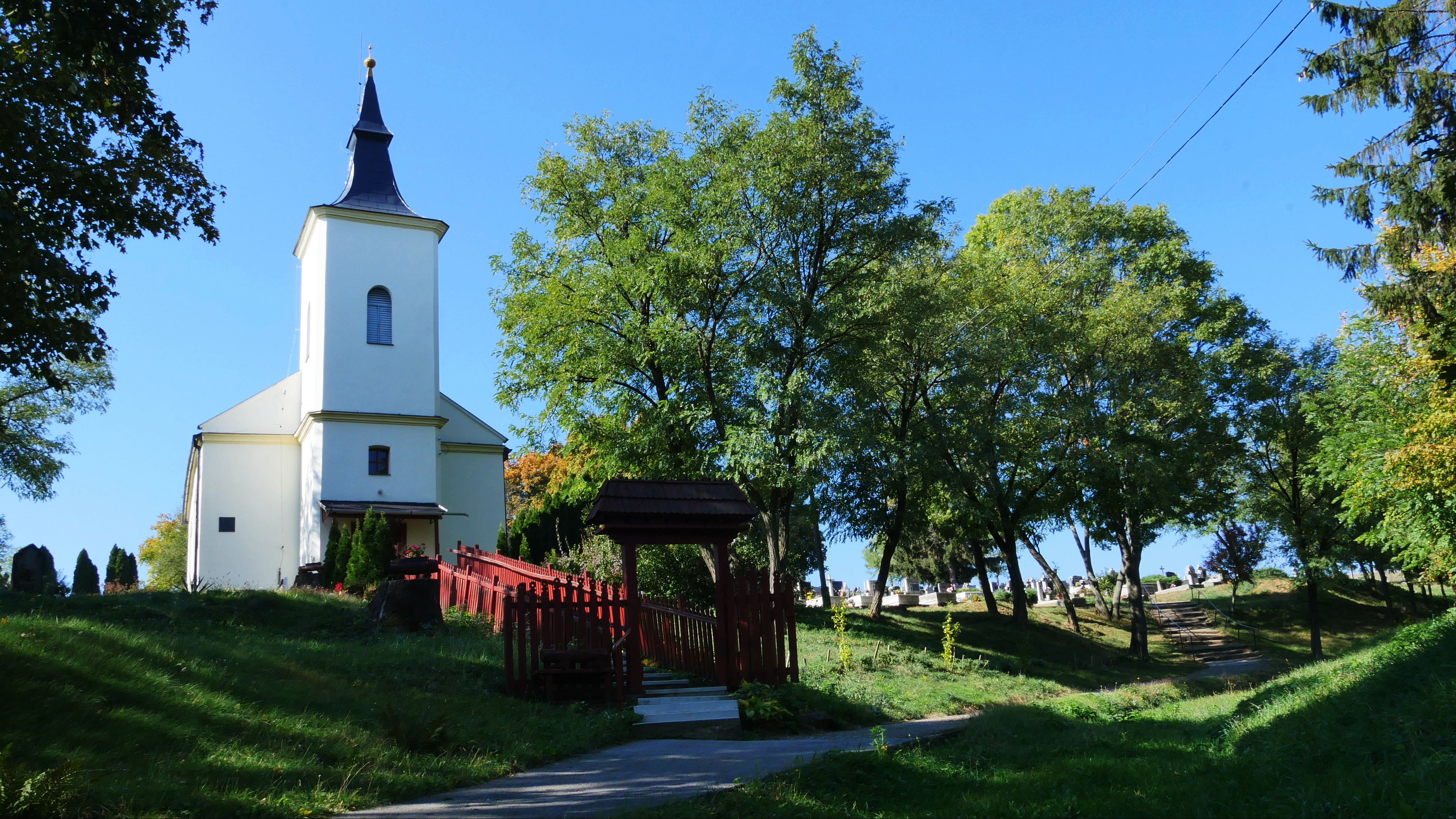
Református templom

Devecser lakosai és birtokosai, a borsodi és abaúji régió legtöbb településéhez hasonlóan, a 16. század második felében a reformáció hívei lettek. A falu egyháza az 1567. évi debreceni zsinaton a Helvét Hitvallást aláíró abaúji, más néven kassavölgyi református seniorátushoz (esperességhez) tartozott, amely a 16. század végén egyesült a tornai egyházakkal, és ettől kezdve abaúj-tornai egyházmegyeként működött. Devecser vallásos közössége, gyülekezete kezdetben a közeli Forró református anyaegyházához tartozott, mint leányegyház, első ismert lelkésze Alattyáni Mózes volt 1585–1586-ban, a következő évben pedig Athinai Simon lesz a forrói és devecseri református prédikátor. 1594-1596 között Tállyai Turóc Márton a forrói lelkész, 1606-ban pedig Dali János, később Szántai Balázs (1608), Salánki Mihály (1610–1613), Thuri István (1619–1620), Palóci Balázs (1620), Szentmargitai Mihály (1621) és Apáti György (1623) szolgált a forrói református anyaegyházban és leányegyházaiban. 1645-ból ismert a forrói rektor (tanító) neve is: Szőlledi János. Devecser református közössége 1621-ben elszakadt a forrói anyaegyháztól, önálló egyházközséget hozott létre, első önálló lelkésze Diószegi István, illetve 1623-tól Szerdahelyi Miklós volt. Devecser református híveit nemcsak lelkész, hanem tanító is szolgálta, feltehetően együtt a forrói gyülekezettel, a devecseri lakosok ugyanis egyházi szolgálatukért egyaránt fizettek a prédikátornak és a mesternek, azaz a református tanítónak a 17. század elején. A lelkésznek a telkes jobbágyok évenként és családonként egy kalangya búzát adtak, a zsellérek fél köböl szemes gabonát, az özvegyasszonyok pedig három sing vásznat szőttek neki, a faluban élő nemesek tetszés szerint támogatták a lelkészt. A hívek külön fizettek az esketésért, keresztelésért és a temetésért, a tanítónak a telkes jobbágyoktól évente egy szapu búza járt, de a temetés 12 dénáros díjának felét a lelkész a segédkező tanítónak adta a 17. század elején. Devecsernek nem volt kőtemploma a 16–17. században, leányegyházként, majd anyaegyházként is egy fatemplomot használtak, még a 18. század elején is fatemplomuk van a devecseri református híveknek.
A 17. századból nem maradtak fenn további devecseri dézsmajegyzékek, a portális adó igen hiányos összeírásai azonban azt mutatják, hogy Devecser vitalitása igen megcsappant, míg 1609-ben még 1,5 adóportára értékelték a falu gazdasági tevékenységét, 1618-ban már csak 1,25 portát, 1624-ben és 1626-ban pedig 1 adóportát írtak össze, amelynek felét a telkes jobbágyok, felét pedig a helyi zsellérek adóképessége adta. 1630-ra ismét nő a falu gazdasági potenciálja, 4 porta adóképességre, de a továbbiakban az adószedők már nem jobbágyfaluként tekintenek Devecserre, hanem mint kiváltságos elemek: taxás nemesek, armalisták és libertinusok, azaz a jobbágyi szolgálat alól mentesült közrendűek falujára, 1635-ben már ilyen minőségében szerepel az adóösszeírásban, a faluban az egytelkes nemeseken kívül ekkor két libertinus él: Gergő János és Veres Mihály. Hogy miért és milyen folyamatok következtében változott meg a falu lakosainak jogállása a 17. század 30-as éveiben, a források elégtelensége miatt nem válaszolható meg. 1672-ben a rendi szervezkedésben és harcokban részt vett ifj. Monoky István birtokainak kamarai összeírása során Devecserben az alábbi taxásokat jegyezték fel: Mikó Tamás (nős fia: Mihály), Mikó Mihály (20, 15, 10 és 1 éves fiaival), Tóth János (fia, István féléves), Krompak János, Tarpai János, hozzájuk 4 taxát fizető zsellér is csatlakozik: Tarpai Mihály (18 éves fiával és Szendi nevű vejével), Juhász Mihály, Szabó András (fiai 16 és 4 évesek), Juhász Mátyás (a 14 éves János és a 6 éves György nevű fiával). A Monoky-birtokrészen 1672-ben 3 nemesi telek (kúria) és két puszta telek van, 7 telek más birtokosé. A török kort követő, 1696. évi országos összeírás (regnicolaris conscriptio) szerint Devecser ún. kuriális falu lett, vagyis ekkorra az egykori jobbágyok helyett nagyrészt taxás vagy armalista nemesek alkották a helyi társadalmat. Devecsert 1648-ban az adóösszeírásban pusztaként említik ugyan, de ez nem jelent teljes pusztulást vagy elnéptelenedést, csak a paraszti termelés drasztikus visszaesését. Devecser kuriális településként szerepel a Rákóczi-szabadságharc alatt, 1707-ben készült adólistán is, 1/8 portányi adófakultással. A falu ugyanis a török kor másfél évszázada alatt, hányattatásai ellenére, végig megőrizte életképességét, lakott településként maradt meg az abaúji Cserehát térképén.

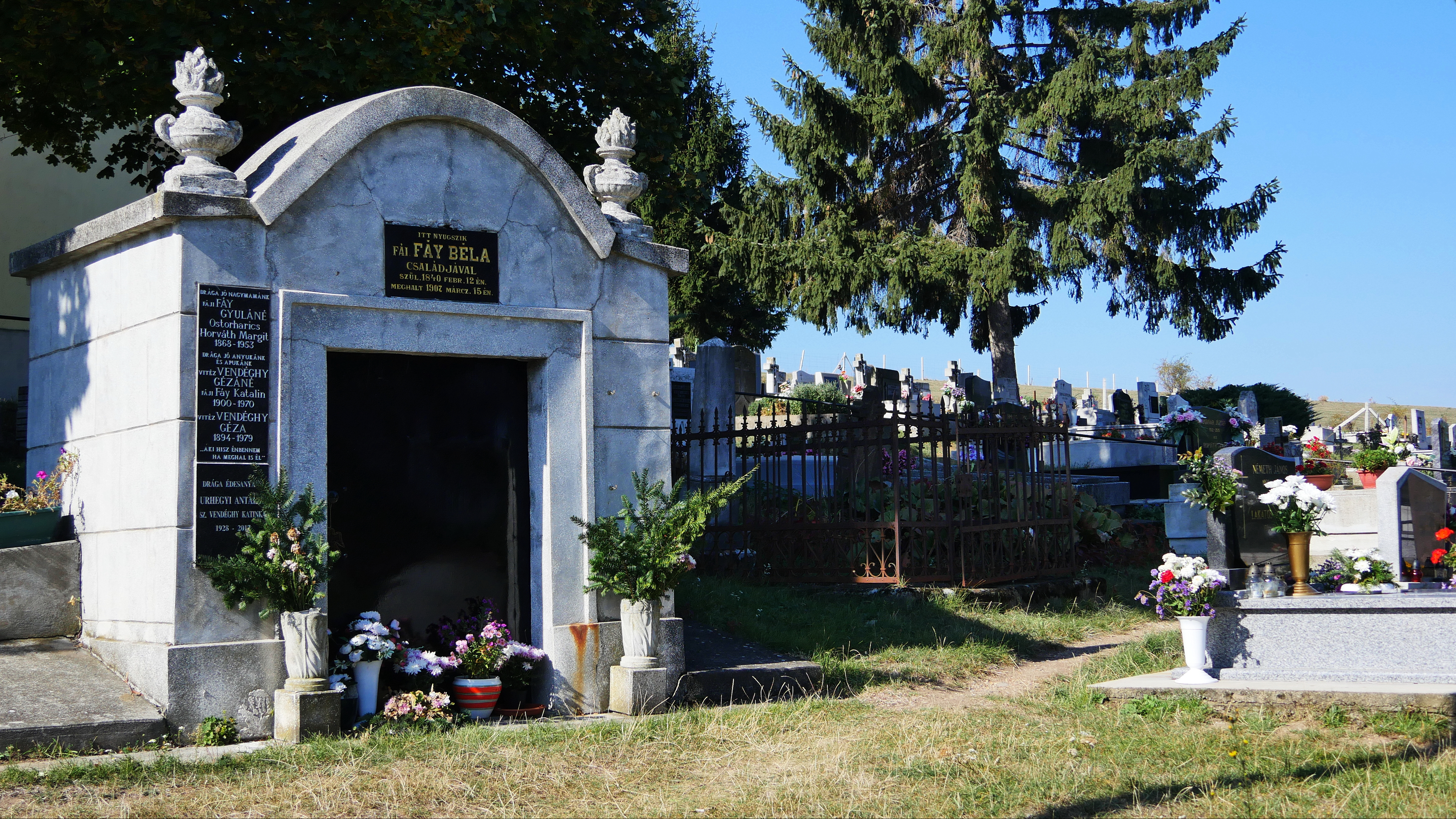
Fáy-kripta, Abaújdevecser

Devecser részbirtokosai a 17. században továbbra is a régió kis- és középbirtokos családjaiból – Csiby (Cseby), Etthre, Hanyi, felsőmérai Ostorharics-Horváth, gönczi Szabó, szemerei Szemere, Bárczay – kerültek ki, de a Monaky családnak is volt még itt birtokrésze, sőt kúriája. A Habsburg-ellenes rendi szervezkedés és harcok idején ifj. Monaky István devecseri birtokos (id. Monaky István és Fuló Margit fia) szolgáival együtt vett részt 1668-ban a szomolnoki pénzszállítmány kirablásában. A zsákmányból a szolgák is részültek. A 17. század második felében a falu legnagyobb birtokosa a putnoki Putnoky család lett, majd a Putnokyak révén a Fáyak is a birtokosok közé kerültek. Putnoky Péter és Ladányi Judit lányát, Klárát (†1739) ugyanis Fáy András (1664–1737) abaúji főszolgabíró vette feleségül, aki a 17. század végén devecseri kúriájában halt meg, kúriáját és birtokrészét gyermekei: András (1693–1762), Ádám (†1763) és Éva örököltek. Bél Mátyás 1730-as évek elején készült és a 21. századig kéziratban maradt, Abaúj vármegyét latin nyelven leíró monográfiájában is a Putnoky és a Fáy családot nevezi meg Devecser falu korabeli fő birtokosainak: „Devecser Fancsal szomszédja a közönségesen Kegyetlen néven hívott völgyben, amely a fáji erdőkből nyílik a Hernád felé, majd nyílt síksággá válik. Termékeny szántóföldjei, nagy kiterjedésű erdei vannak, de szőleje nincs. [Jobbágyai] a Fáyaknak és a Putnokyaknak szolgálnak.”
A Magyar Királyság török kor utáni első alapos, de hibáktól nem mentes országos jellegű összeírását (regnicolaris conscriptio) törvényben rendelték el 1715-ben, célja a magyar települések adóképességének és adózó népességének felmérése volt. Az 1715. évi összeírás szerint Devecserben (az összeírásban Demecser szerepel) 2 telkes jobbágy (Kocsis Mátyás, Korompach János) és 1 zsellér (Mikó István) szerepel egyenként 24 pozsonyi mérős szántófölddel. Devecser szántóföldje 3 nyomásos, téli búzából minden köböl vetőmag négyszeres, az őszi gabona ötszörös hozamot eredményez. Legelője megfelelő, a jobbágyok terményeiket a négy mérföldnyire fekvő Kassára vihetik eladni. Elegendő tűzifájuk van az erdőkben, ezeket makkoltatásra, azaz disznótartásra csak a földesúr engedélyével használhatják. A falu dimbes-dombos, a lapályos részeken a föld köves, megművelése négy igaerővel történik.

### 18. század
A 18. század utolsó évtizedeitől kezdve, a felvilágosult abszolutizmus az államról alkotott, a korábbinál kiterjedtebb felfogásának köszönhetően a korábbinál szélesebb tudás áll rendelkezésünkre Devecserről. II. József népszámlálása során 457 fő honos népességet írtak össze, Ludovicus Nagy 1828-ban kiadott statisztikai munkája szerint ekkor, négy évtizeddel később már 527-en lakták a falut, Fényes Elek 1850-ben kiadott helységnévtára viszont már csak 321 lakóról tud. A házak száma 1787-ben 53 volt, 1828-ban pedig 78 házat regisztráltak, és az ugyanabban az évben végrehajtott adóösszeírás szerint 57 személy után tartoztak adót fizetni a településen.  Az 1760-as évek végén, az úrbéri összeírás adatai szerint 4 teleknek megfelelő úrbéres földállomány volt a faluban (összesen 129 kataszteri hold területen), amely 9 jobbágy és 8 házas zsellér, valamint családjuk megélhetését biztosította, a nem sokkal később keletkezett népszámlálás pedig, amely a majorsági földekre is kiterjedt, 11 jobbágyról, 67 házas és 18 házatlan zsellérről adott számot. Határát termőképesség szempontjából Vályi András a „gazdag” szóval jellemezte, és ugyanő megjegyezte, hogy szőlőföldek is vannak a faluban, és kedvező földrajzi fekvése  folytán „eladásra módja” van Devecsernek.
A falu népessége nagyobbrészt a katolikus felekezethez tartozott (1828-ban 331 fő), azonban a településen csak leánygyülekezet működött. A keresztény népesség mintegy harmadát kitevő (1828-ban 181 fős) református közösségnek viszont saját lelkésze volt, az 1771-től vezetett, magyar nyelvű gyülekezeti anyakönyv legkorábbi bejegyzései idején Pataki János. Utódai a század utolsó éveiben különösen sűrűn váltották egymást: Kerékgyártó Sámuel (1777-), Jámbor Péter (1786-), Sütő István (1795-től), Dapsy Miklós (1796-tól), Bogoly Pál  (1798-tól). Ekkoriban a református gyülekezetben általában évi 5-10 újszülöttet kereszteltek meg, és a névanyagból az is kitűnik, hogy a keresztapai feladatot olykor a faluban élő kisnemesek vállalták magukra. A falu egyik társadalmi sajátossága az, hogy a környező településekkel összehasonlítva itt volt a legjelentősebb a nemes népesség aránya: II. József népszámlálása idején a 213 keresztény férfi és fiúgyermek közül 18 volt nemes. Az úrbéri összeírás idején a Ternyey, a Fáy, a Szirmay, a Bárczay és a Putnoky család birtokoltak jobbágytelkeket, ám a református anyakönyvekben további nemes családnevek is felbukkannak (pl. a Gellén, Péchy, Kováts családok).
A falu krónikájának számottevő eseménye volt az 1831. évi kolerajárvány, amely több értelemben is sújtotta a népességet. Abban az évben 20 temetésre került sor a református gyülekezetben, amiből csak a kolera augusztusi jelenlétére 13 esett, holott ezekben az évtizedekben a halottak száma az évi 10-et is ritkán érte el. A járvány áldozatul esett számos gazda, de a halottak sora Fáy Zsigmond nemessel kezdődött és az akkori lelkésszel, Petsenye Istvánnal végződött. A kolera nemcsak közvetlenül, halálokként érintette a település népét, amint az utód, Jászai János tiszteletes összegzéséből kitűnik. „A Napkeleti Kolera nevezetű Pestis” pusztításáról így írt a református pap: „számtalan mezei munkásokat, de egyéb rangbeli embereket is elhordván, a gazdag mezei termések betakarítása sok helyeken nagyon későre maradt, sőt a nagyobb határokon sok kint is veszett”. A falu és a térség életének egy másik sajátossága, hogy a kis népességszám miatt évente csak néhány (1-5) házaspárt esketett össze a lelkész, és hogy nagy részük esetében (1800 körül a házasságok kb. felében) az egyik házasuló a közeli falvak református gyülekezeteinek valamelyikéből származott.

### 19. század
A település népessége alig haladta meg a félezer főt, ami a század második felében nem változott (1850-ben 551 fő, 1880-ban 567 fő, 1900-ban 546 fő). A születések és a halálozások arányát 1900 és 1910 között ismerjük: az előbbi 36,6‰ (Devecser tehát a hagyományos paraszti társadalmakra jellemző magas születésszámot mutatja), az utóbbi a lassú javulás után 22‰. (Az utolsó kolerajárványok 1831-ben és 1873-ban pusztítottak a faluban.) A természetes szaporodás 14,6‰ (összesen 82 fő), és mivel a lélekszám 1900 és 1910 között nem változott, ebben az évtizedben körülbelül ennyien, az össznépesség 15%-a költözött el vagy vándorolt ki a tengerentúlra.
A 18. században katolikus szlovák (tót) parasztokat telepítettek a községbe, akik nyelvi magyarosodására statisztikai adatok állnak rendelkezésre. Fényes Elek 1851-ben Devecsert magyar falunak nevezte, az 1880-as népszámlálás már csak 13 „tót” anyanyelvű lakost regisztrált, a századfordulón pedig a teljes népességet magyar anyanyelvűként írták össze. Az 1840-es években a római katolikusok aránya 58% (321 fő), a reformátusoké 34% (190 fő), ezenkívül néhány evangélikus, görögkatolikus és izraelita család élt a faluban. 1880-ra a két nagy felekezet aránya kiegyenlítődött: a római katolikusok száma 241 főre csökkent, a reformátusoké 259 főre emelkedett, amit a halálozások, valamint a kivándorlás eltérő értékei befolyásolhattak.

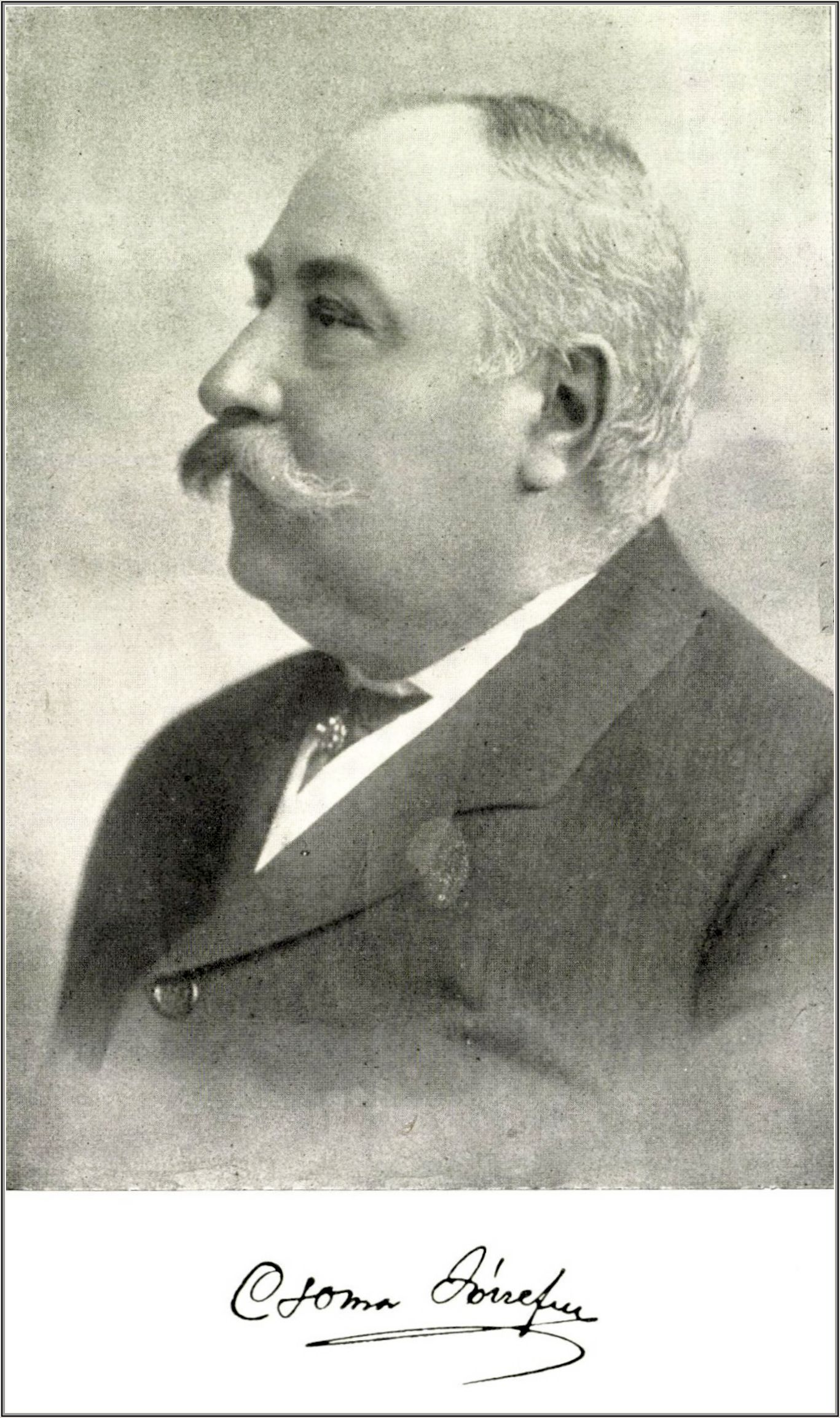
Csoma József

Abaújdevecserben a 19. század második felében a földhasznosítás változásának a Forrón és a környező településeken jellemző tendenciái figyelhetőek meg. Erdőket irtottak, legelőket és réteket törtek fel és alakították szántókká, ezáltal 1895-ben az 1660 kataszteri holdas faluhatárban a szántóföld 1160 holdat (70%), a kert és a gyümölcsös 38 holdat, a rét mindössze 5, a legelő 115 és az erdő 280 holdat foglalt el. A szántóföldi termelést a gabona uralta (a század közepén még az ugarhasználattal járó háromnyomásos gazdálkodás volt jellemző), és az 1860-ban átadott Miskolc–Kassa vasútvonal, illetve a közeli Forró-Encs vasútállomás a nagyobb gazdák számára növelte meg az értékesítés lehetőségét.
A régi abaúji nemzetségek közül a 19. században a Fáyaknak és a Putnokyaknak voltak részbirtokaik Devecserben, melyek az egymást követő generációk kezén szétaprózódtak, a tőkehiány miatt a termelés korszerűsítése elmaradt, és a hitelszerzés hagyományos (egyre inkább elavuló) formái éltek tovább. Putnoky Ákos például 1881 februárjában Hercz Zsigmond miskolci terménykereskedőtől kért 1000 forint előlegkölcsönt, aminek a fedezetéül az az évi termést kívánta lekötni. Herz azonban, mivel a „szerződés megkötésekor nyert információktól eltérő értesüléseket vett” (a termést nem tartotta elegendő biztosítéknak) egy kezeshez is ragaszkodott. A birtokgyarapító ragyolczi Csoma Sámuel viszont körülbelül 2000 kataszteri holdat hagyott fiára, Józsefre, aki az 1870-es években Rásonysápberencsről telepedett Devecserbe. Reprezentatív (és költséges) kastélyépítkezésekbe kezdett, angol telivéreket tenyésztett, és heraldikai és genealógiai kutatásaival országos hírnévre tett szert.
A helyi agrártársadalom nagy többségét a nincstelen cselédek és mezőgazdasági munkások alkották (1900-ban, az eltartottakkal együtt 315 fő, a népesség 58%-a), akik közül mindössze 33 főnek volt saját lakóháza.

### 20-21. század
A település neve 1906-ban Devecserről Abaújdevecserre változott. 1910-ben Abaúj-Torna vármegye Szikszói járásához tartozott. A kisközség 1 728 kat. holdon (= 994 hektár) terült el, lakosainak száma 545 volt. A teljes egészében magyar anyanyelvű faluban a reformátusok (259 fő) voltak többségben, bár nem sokkal előzték meg a római katolikusokat (243 fő). Mellettük kis számban, de jelen voltak görögkatolikusok (13 fő), evangélikusok (15 fő) és izraeliták (15 fő) is. A lakosság túlnyomó többsége a mezőgazdaságban talált megélhetést, az iparban és egyéb ágazatokban foglalkoztatottak száma csak az 1960-as évekre nőtt jelentősebben.
Az első világháború Abaújdevecsert sem hagyta érintetlenül. A hadba vonult katonák közül húsz fő sosem tért vissza: Budai Ferenc, Budai József, Elekes Antal, Glonczi Gusztáv, Hajdú Ferenc, Horváth Pál, Kalapos András, Keresztessy István, Lakatos Aladár, Magyar János, Makranczi István, Mikola Lajos, Novák Ferenc, Novák István, Pásztor Ferenc, Pásztor István, Szanyi István, Varga János, Verpecz Imre és Zádeczki Károly.
A trianoni békeszerződés közigazgatási változásai következtében a település az Encsi járás része lett, de egyéb lényeges változás nem történt a falu életében. A háborús pusztítás ellenére lélekszáma gyarapodott. Az 1920. évi népszámlálás 598 magyar anyanyelvű lakost talált, akik között nőtt a római katolikus felekezetűek száma (285 fő), némileg háttérbe szorítva a reformátusokat (280 fő), de továbbra is jelen voltak a községben a görögkatolikus (11 fő), evangélikus (17 fő) és izraelita (5 fő) hívők is. Az 1941-ben már 685 lakost számláló településen a római katolikusok még tovább növelték súlyukat (356 fő) a többi felekezettel szemben. Ezt a változást tükrözte, hogy 1939-ben a meglévő református elemi mellett katolikus iskola is létesült egy magánlakásban. A legnagyobb földbirtokosok a világháborúk között Csoma István (1924-ben 500 kat. hold, 1931-ben 490 kat. hold birtokosa) és testvére, özv. Elekes Antalné (sz. Csoma Boróka; 1924-ben 220 kat. hold, 1931-ben 375 kat. hold birtokosa) voltak.
A második világháború két tekintetben is sújtotta Abaújdevecsert. Egyfelől a település hősi halottainak száma 11 fővel gyarapodott: Csécsi István, Gulyás József, Juhász István, Kalabányi András, Leskó Ferenc, Novák István, Pásztor József, Rebecsák István, Szabados István, Szanyi András és Szűcs István vesztette életét. Az első és második világháborúban elesettek neveit őrző emlékmű felavatása 1958. június 8-án történt. Másfelől 1944 tavaszán elhurcolásra kerültek a falu izraelita lakói, szintén 11 fő, akik a holokauszt áldozatai lettek: Ábrahám Ibolya (11), Ábrahám István (7), Ábrahám Jenőné (46), Ábrahám Klára (9), Fried Béla, Fried Henrik, Fried Henrikné (45), Fried Tibor, Landsman Gyula, Landsman Irén és Landsman Sándor (15).
Abaújdevecsert 1944. december 16-án román katonák szabadították fel. A második világháború utáni első népszámlálás szerint az itt élők száma 1949-ben 671 volt, kik között a római katolikusok (50,1%) megőrizték fölényüket a reformátusokkal (44,4%) szemben. A népesség gyarapodása a szocializmus évtizedeiben tovább folytatódott, 1980-ban 810 főt számlált a lakosság.
Még véget sem ért a háború Magyarország számára, amikor Abaújdvecserben már megalakult a Községi Földigénylő Bizottság. A belőle létrejövő Földosztó Bizottság Makranczi Imre elnökletével 1945. április 4-én 45 igénylő számára osztott földet a Csoma és Nyulászi birtokokból. Az országban zajló politikai változások eredményeként a település több kuláknak mondott lakosát börtönbüntetéssel sújtották. Köztük volt id. Novák József és felesége, Pásztor Józsefné, Csoma László és Tóth Károly. A szövetkezetesítés folyamata nem volt problémamentes, de végül 1953. október 4-én Varga András elnökletével megalakult a Béke termelőszövetkezet. Sikertelensége miatt 1960. március 21-én Keresztessy István agrárszakember vezetésével létrejött a Március 21. tsz, de az elnököt származása miatt – a tagság megkérdezése nélkül – leváltották, s 1966. március 17-én a téeszt az encsi Zója termelőszövetkezettel egyesítették. További munkalehetőséget kínált 1974-től a Pesterzsébeti Szíjgyártó Kisipari Szövetkezet, mely 43 nőt foglalkoztatott. 1976-ban profilváltásra került sor és megalakult a Sportáru és Lovaglócikk Termelő Ipari Szövetkezet, ami 1992-ben szűnt meg.
Az 1956-os forradalom eseményei Abaújdevecseren is változást hoztak. Október 27-én a járási tanács utasítása alapján Takács András vb titkár gyűlést hívott össze a községi munkástanács megalakítására. Elnökévé ifj. Zádeczki Istvánt választották, és megszervezték a rend fenntartását célzó nemzetőrséget Duna István vezetésével. Másnap az egykori földbirtokost, Nyulászinét visszaköltöztették a régi házába, s kilakoltatták az ott élő Kerekes családot. Miután a kormány november 4-ét követően elrendelte a területi munkástanácsok megszüntetését, az abaújdevecseri testület felszámolását december 29-én jelentették be. A munkástanács tevékenysége (pl. Kerekesék kilakoltatása) miatt Takács András vb titkárt 1957 májusában visszahívták állásából.

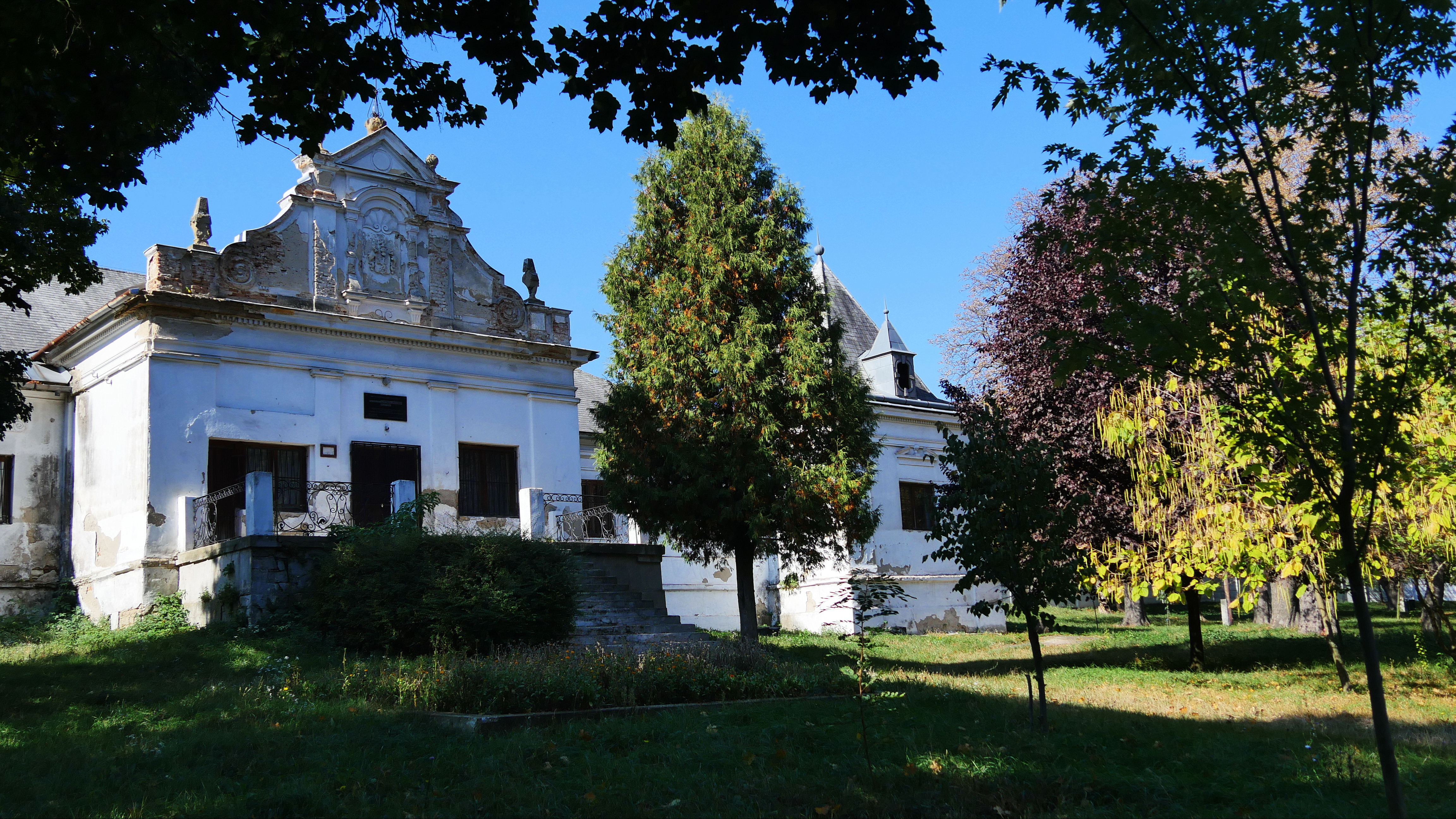
Alsó Csoma-kastély

A második világháborút követően nehéz körülmények között indult újra az oktatás a faluban. A katolikus iskolában Gomba Mária kezdett tanítani, a reformátusban Gulyás János. Hat osztályban, délelőtti-délutáni tanítási rendben folyt a képzés. 1948-ban összevonták a két iskolát, ami 1950-ben az államosítással véglegessé vált. Bevezetésre került a nyolc osztály és nőtt a tanárok száma. Az 1961-es körzetesítés következtében a felső tagozat Encsre került, míg az alsósok három csoportban folytatták a munkát. 1965/66-ban a tanulók száma 83 volt, 1995/96-ban már csak 32, a pedagógusoké pedig 3. Az abaújdevecseri iskola 1999-ben került megszüntetésre.
A szocialista időkben élénk kulturális élet jellemezte a települést, melynek központja Csoma József egykori kastélya (az Alsó Csoma-kastély) volt. Itt kapott helyet a művelődési otthon és 1984-től az óvoda is. A kastély előtt elterülő park számos rendezvény helyszíneként szolgált, például az 1960-as években induló Hernádmenti Kulturális Hetek keretében. Az évtizedeken át álló szabadtéri színpad ma már nem létezik, a kastély állapota is leromlott.
A második világháború utáni változások közigazgatási átszervezéssel is jártak, minek eredményeképpen 1950-től Abaújdevecser Borsod-Abaúj-Zemplén megye Encsi járásához, azon belül a Forrói körjegyzőséghez sorolódott. A községi tanács 1950. október 22-én alakult meg Novák András elnökletével. 1966. február 1-től Abaújdevecser Fügöddel és Gibárttal együtt az Encs községi közös tanács társközsége lett, majd 1984. január 1-én a városi rangra emelkedő Enccsel ténylegesen is egyesítésre került (hasonlóképp Fügöd és Gibárt is). A tanácselnök dr. Menyhért Béla lett, és Abaújdevecsert négy tanácstag képviselte a városi tanácsban. Ez a szervezeti megoldás a rendszerváltozásig megmaradt. A ma is működő részönkormányzat 2001 májusában jött létre Molnárné Juhász Éva vezetésével.
Az Encs részét képező Abaújdevecser lakónépessége 2011-ben 761 fő volt. A településrészen az utóbbi években több fejlesztés is megvalósult. 2014-ben első világháborús hősi emlékművet, 2015-ben a régi falusi életet bemutató emlékházat avattak, továbbá felújításra került Csoma József síremléke és a Felső Csoma-kastély, 2016-ban pedig az óvoda. A kastély mögötti területen közösségi teret alakítottak ki, de 2019. évi terv a mellette elhelyezkedő gazdatiszti ház tájházzá alakítása, valamint emléktábla állítása a sokak által Sissiként ismert Erzsébet királyné tiszteletére.

## Egyházi élet
A devecseri római katolikusok sorsa 1869-től egy évszázadon át Forróhoz kötődött. Itt történtek a házasságkötések is. Az első egyházi esküvő az abaújdevecseri kápolnában 1941-ben volt. Változást az 1969-es év hozott, amikor a község Encs filiája lett.
1885 és 1950 között a devecseri és baktai reformátusoknak közös lelkészük volt, majd Csobáddal jött létre társegyházi kapcsolat. Végül az encsi templom megépülését követően 1997-ben Encs és Fügöd csatlakozásával négyes társulás alakult ki.

## Híres emberek
Baksy Mária: Abaújdevecser és Csobád református társegyházközségének lelkésze (1980–1997). 2003-tól az Abaúji Egyházmegye espereseként a Magyarországi Református Egyház első női esperese.
Fáy György (1899–1971): a híres Fáy család leszármazottja, családkutató, 1954-től haláláig az abaújdevecseri református egyház főgondnoka volt.
dr. Nyulászi János (1869–1952): ügyvéd, pénzügyi szakember, abaújdevecseri birtokos. A Ferenc József Rend lovagkeresztjének birtokosa (1916), a Takarékpénztárak és Bankok Egyesületének igazgatója (1921–1945).
dr. Szendrey István (1928–1999): a történelemtudományok kandidátusa, Abaújdevecser szülötte. A debreceni Kossuth Lajos Tudományegyetem Középkori Magyar Történeti Tanszékének vezetője (1964–1988), a Bölcsészettudományi Kar dékánja (1964/65, 1975/76–1979/80), rektorhelyettes (1980).
Szigethy Ferenc (1892–1969): pap-költő, az 1943–1950 közötti időszakban ő volt az utolsó közös lelkésze Bakta és Abaújdevecser református gyülekezetének. Számos verseskötete megjelent, köztük a Tábori posta (1916), Nehéz idők (1920), Vidéki versek (1925), Szavalókönyv (1926), Ezüstharangszó (1932), A lélek szól hozzátok (1939), Levelek a harctérre katonafiamhoz (1942).
Tóth Károly: Abaúj leghíresebb kertésze volt, paprikái az 1930-as években országos díjakat nyertek.
vitéz Vendéghy Géza (1894–1979): hadbiztos ezredes. 1924-ben Abaújdevecserben feleségül vette Fáy Gyula legkisebb lányát, Katókát. Nyughelye a Fáy-kripta.

## Látnivalók
Emlékház. 2015. szeptember 26-án adták át a régi falusi életet bemutató emlékházat Encs abaújdevecseri részében, amely a Kossuth út 32. szám alatti épületből került kialakításra.
Erzsébet királyné hársfái. 1857 szeptemberében Ferenc József császár és felesége magyarországi körútja során Abaúj-Torna vármegyébe is ellátogatott. Erzsébetet elbűvölte a táj szépsége és Devecser határában megállásra késztette. A pihenő helyén 1901. szeptember 10-én Csoma József öt darab hársfát ültetett a három évvel korábban meggyilkolt királyné halálának évfordulójára. Az öt emlékfa közül ma már csak egy él a Hársfa vendéglő szomszédságában.